# Dinotèrids
Els dinotèrids (Deinotheriidae) són una família extinta de proboscidis que visqueren al Vell Món entre l'Oligocè superior i el Plistocè inferior. Se n'han trobat restes fòssils a Alemanya, Etiòpia, Grècia, l'Índia, Kenya, Namíbia, Uganda, el Pakistan i Tanzània. No canviaren gaire durant els seus 27,5 milions d'anys d'existència, a part d'una tendència evolutiva cap a unes majors dimensions que els convertí en els animals terrestres més grossos del seu temps fins a l'aparició dels mamuts del Plistocè.